# Маккенна, Барни

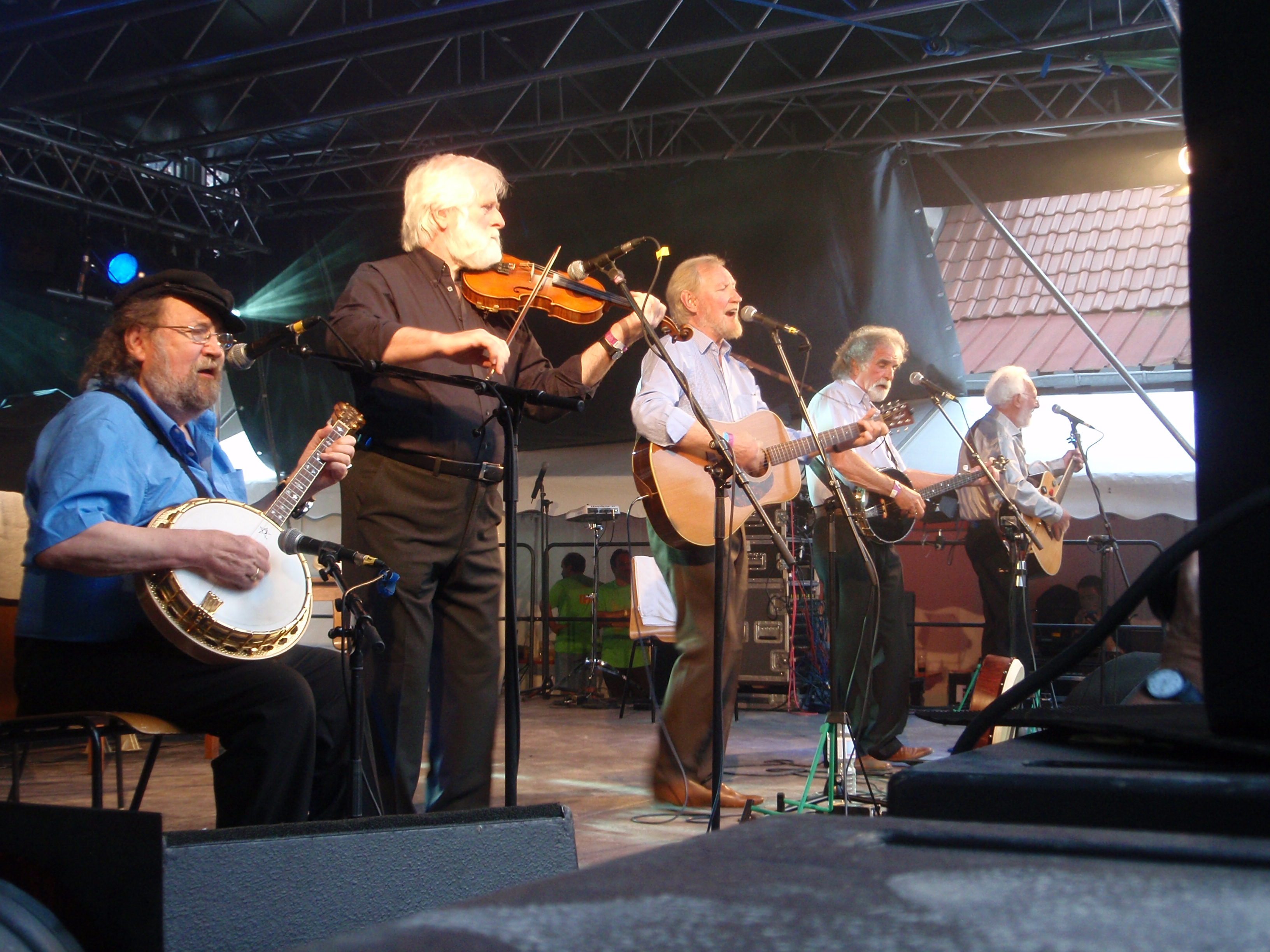
На концерте 2010 года в Германии

Бернард Ноэль «Банджо Барни» Маккенна (англ. Bernard Noël "Banjo Barney" McKenna; 16 декабря 1939 — 5 апреля 2012) — ирландский музыкант, основатель группы The Dubliners. Играл на скрипке, мандолине и аккордеоне, но больше был известен как игрок на банджо.

## Биография
Уроженец Донникарни. Играл на банджо с ранних лет, поскольку не мог позволить себе купить мандолину. С 1962 по 2012 годы — бессменный участник группы The Dubliners, оставался до конца своих дней последним участником первого состава. Некоторое время выступал в группе The Chieftains. Помимо ирландской народной музыки, исполнял джазовые композиции на аккордеоне. Играл на тенор-банджо GDAE, отличался виртуозным исполнением и не раз удостаивался оваций от зрителей. Известен как исполнитель песен «South Australia» и «I Wish I Had Someone to Love Me». Его соло на банджо в песнях «The Maid Behind the Bar», «The High Reel» и «The Mason's Apron» в сопровождении гитарного соло Имона Кэмпбелла всегда исполнялись под крики «Давай, Барни!» зрителей или других членов группы. Также Маккенна выступал в дуэте с Джоном Шианом, играя на мандолине.
Барни Маккенна увлекался рыбалкой, и многие из его песен были балладами, связанными с темой моря. Несколько раз он был упомянут в песне «O'Donoghue's» Энди Ирвина, который описывал музыкальную сцену Дублина в середине 1960-х и в особенности дублинский паб O'Donoghue's Pub. Многие рассказы о Барни и его группе The Dubliners обросли слухами и легендами, и их стали называть «барниизмами». Серию подобных таких рассказов собрал Джим Маккейн, выпустив книгу «An Obstacle Confusion: The Wonderful World of Barney McKenna».
Утром 5 апреля 2012 года Маккенна скоропостижно скончался в своём доме в Хоуте, потеряв сознание на кухне. Его похоронили на кладбище святого Ломана в Триме 9 апреля. Несмотря на случившееся, группа The Dubliners пообещала продолжить тур по случаю своего 50-летия.